# Iljuschin Il-276
Die Iljuschin Il-276 (russisch Ильюшин Ил-276; ehemals Iljuschin Il-214) ist ein in der Entwicklung befindliches Transportflugzeug des russischen Herstellers Iljuschin. Die russische Projektbezeichnung lautet MTS, Mnogozelewoi transportny samoljot (Многоцелевой транспортный самолёт), für Mehrzwecktransportflugzeug.
Das Flugzeug ist als Ersatz für die alternden Antonow An-12, An-26 und An-32 gedacht; im Gegensatz zu diesen Turbopropflugzeugen handelt es sich um ein Strahlflugzeug. Für Russland wird mit einer Nachfrage von 105 Stück gerechnet.

## Geschichte
Ursprünglich startete das Programm als russisch-indisches Gemeinschaftsprojekt. Die indische Luftwaffe hatte einen Bedarf an 45 Flugzeugen dieser Art angemeldet. Neben HAL mit 35 % der Entwicklung war als dritter Partner auch der russische Flugzeughersteller Irkut beteiligt.
Die Vereinbarung über die Zusammenarbeit zwischen Iljuschin und Hindustan wurde bereits 2001 unterzeichnet, die Entwicklung lief jedoch aus verschiedenen Gründen zunächst nur schleppend an. 2003 lief das Programm unter dem Namen IRTA-21. Die Inder sollten Auftragnehmer der zivilen Variante sein. Für das Militärprojekt änderte sich der Name in MultiRole Transport Aircraft (MRTA). 2004 wurde eine weitere Vereinbarung geschlossen. 2006 sollte HAL 50 Prozent finanzieren, Irkut 40 Prozent und Iljuschin 10 Prozent. 2013 war der Name MTAL. Bis 2016 wurden weitere Vereinbarungen geschlossen.
Im Frühjahr 2016 stieg Indien aus dem Programm aus. Es wird als rein russisches Projekt fortgeführt. Im Jahr 2017 befand sich das Projekt in der Konzeptionsphase und auch im 2018 war die endgültige Konfiguration des Typs noch offen. Ein Erstflug wurde für das Jahr 2023 angestrebt, was einen Beginn der Serienproduktion nicht vor 2026 bedeutete. Es bestand insofern ein Anlass zur Eile, als das Flugzeug auch die An-12 der Luftwaffe ersetzen sollte, welche allesamt vor 1974 gebaut worden waren.
Im Juni 2020 bestätigte das Verteidigungsministerium der Russischen Föderation die Il-276 als das neue mittlere Transportflugzeug.

## Technische Daten
Bisher sind nur wenige technische Daten bekannt. So soll das Flugzeug ein maximales Startgewicht von 55 t und eine maximale Zuladung von 18,8 t haben. Die Reichweite beträgt in diesem Falle 2500 km, mit einer auf 4,5 t reduzierten Zuladung sind 6000 km Reichweite möglich. Die Höchstgeschwindigkeit ist mit 850 km/h, die Reisegeschwindigkeit mit 800 km/h angesetzt. Mit einer Länge von 33,2 m und einer Spannweite von 30,1 m ist es etwas größer als die abzulösenden Flugzeuge.
Als Triebwerke sollen zunächst Awiadwigatel-PS-90A1-Mantelstromtriebwerke eingesetzt werden. Spätere Serienflugzeuge sollen Awiadwigatel PD-14M erhalten.